# Emilian Waluchowski
Emilian Łukasz Waluchowski (ur. 31 stycznia 1980 w Łodzi) – producent muzyczny, polski kompozytor, aranżer, perkusista.
Jest absolwentem Państwowej Podstawowej Szkoły Muzycznej, Państwowego Liceum Muzycznego oraz Akademii Muzycznej im. Grażyny i Kiejstuta Bacewiczów w Łodzi. Związany jest z zespołami: Anny Wyszkoni, zespołem Moniki Kuszyńskiej i Mainstreet Quartet. Wcześniej występował w grupach Power of Trinity (która zarejestrowała pierwsze nagrania demo w nieistniejącym już studio Złota Skała), Superpuder, G.O.L.E.M.
Jest muzykiem sesyjnym, autorem muzyki do etiud filmowych. Współpracował również z zespołem Moskwa, Lidią Kopanią, Tomkiem Lubertem, Anną Wyszkoni, Andrzejem Krzywym, Wojciechem Klichem(ZIYO) Piotrem Cugowskim, Markiem Jackowskim, Plateau, Krzysztofem Kiljańskim, Martyną Jakubowicz, Adamem Ostrowskim, Maciejem Maleńczukiem, Dubtonic Kru, Mateuszem Pospieszalskim, djHAEM, zespołem Video, Janem Benedkiem, Muńkiem Staszczykiem, zespołem Makossa, Youth Rock Symphony Orchestra, Fabryką Dźwięku, zespołem City Boom Boom, zespołem Raggatack, zespołem 5000 lat, Ziemowitem Kosmowskim (Rendez-Vous), Big Bandem Łódzkiej Akademii Muzycznej, solistami Teatru Wielkiego w Łodzi, Teatrem Studyjnym w Łodzi, Zbigniewem Namysłowskim, Anną Serafińską, Anią Szarmach, Kuba Raczyński Quartet, Michałem Kobojkiem, Maciejem Strzelczykiem, Jackiem Delongiem, Tatianą Okupnik, In-Grid, zespołem Tubis Trio, zespołem Mainstreet Quartet (finalista Jazz Nad Odrą 2009), Paweł Serafinski Hammond Trio, Julitą Dawidowicz, Agatą Krwawnik, Joanną Maksymowicz, Ryszardem Bazarnikiem i zespołem DRUMS NRG /Vertical Concert/, Izabelą Kowalewską, Marc Bee, Bartkiem Papierzem, Jarosławem Kidawą, Edi Ann, Alexandrem Rybakiem, 
Martą Gałuszewską, Honoratą Skarbek, Justyną Steczkowską
Akompaniował m.in. Michałowi Urbaniakowi, Krzysztofowi Ścierańskiemu, Piotrowi Żaczkowi, Monice Kuszyńskiej, Tymonowi Tymańskiemu, Marice, Dariuszowi Malejonkowi, Samuelowi Blaserowi, Malcolmowi Braffowi, Susan Weinert, Martinowi Weinertowi, zespołowi Prząśniczki,

## Dyskografia
- Youth Rock Symphony Orchestra pod batutą Krzysztofa Urbańskiego (2001)
- G.O.L.E.M „Wiadomość” (2004)
- Maciej Tubis i goście „Spelnienie...” (2008)
- Daniel Kluska „Więcej niż muzyka” (2008)
- Video „Video gra” – Sony Music Entertainment (2008)
- VA – RMF Fm Najlepsza Muzyka 2008 – EMI Music Poland (2008)
- VA – Popcorn Hits Lato 2008 – Universal Music Polska (2008)
- VA – Superjedynki Opole 2008 TVP1 (2008)
- VA – Viva Summer Hits 1
- VA – Radio Zet – Sila Polskiej Muzyki – Sony Music Entertainment (2008)
- VA – Top Trendy 2008 – Warner Music Poland (2008)
- VA – RMF Fm Najlepsza Muzyka Po Polsku vol.3 – Universal Music Polska (2009)
- VA – Kocham Cię Polsko vol.1 – Warner Music Poland (2009)
- Mainstreet Quartet „Jesteśmy” – Jazz Forum (2009)
- Anna Wyszkoni – „Pan i pani” – (utwór dodatkowy) „Soft” – Sony Music Entertainment (2009)
- VA – Famka 2009 – Warner Music Poland (2009)
- VA – Pocztówka do św. Mikołaja 2009 – „Hymn Pocztówki do św. Mikołaja (Czekam już rok)” Anna Wyszkoni, Wojtek Łuszczykiewicz, Wojciech Klich, Małgorzata Ostrowska, Olek Klepacz, Małgorzata Szymańska -Dream Music (2009)
- Krzysztof Raczyński „Harmonia preciosa” (2009)
- Mainstreet Quartet – Polskie Radio S.A. (2010)
- VA – Odwagi Mi Trzeba – Caritas (2010)
- VA – Bravo Hits – Stop Przemocy – Universal Music Polska (2010)
- VA – Przy Świątecznym Stole z Radiem Opole – (2010)
- Video – Nie obchodzi nas rock – Warner Music Poland (2011)
- VA – Bez Cenzury 2011 – Magic Record (2011)
- Eska Music Awards Katowice 2011 – EMI Music Polska (2011)
- Radio WAWA – Muzyczne Biuro Zamówień – Universal Music Polska (2011)
- Teleexpress 25lat – I Love Summer – (2011)
- Przeboje Radio Plus – Lato (2011)
- Ania Wyszkoni – Graj chłopaku graj – Oficjalny teledysk – (2011)
- VA – Zakochaj się po Polsku vol. 18 (2012)
- VA – 40 Najlepszych Piosenek Na Jesień – Jesień 2012 – Warner Music Poland (2012)
- VA – Top 50 Mymusic 2012 – (2012)
- VA – Przebojem Na Antenę – (2013)
- Muniek Staszczyk – Nobody`s Perfect – singiel promujący reedycję solowego albumu – Warner (2014)
- VA – Najlepsze Hity Dla Ciebie – Polskie – Universal Music Polska (2014)
- VA – Bravo Hits 2014 – Universal Music Polska (2014)
- VA – Party Time – Volume 2 – Universal Music Polska (2014)
- VA – Eska Hity na czasie – Lato 2014 – Universal Music Polska (2014)
- VA – RMF Polskie Przeboje 2014 – Universal Music Polska (2014)
- VA – Beach Compilation – Vol 2 – Universal Music Polska (2014)
- VA – Bravo Back To School 2014 – Universal Music Polska (2014)
- VA – Jazda Na Wakacje z Radio Wawa – Universal Music Polska (2014)
- VA – Fresh Hits Wiosna 2015 – Universal Music Polska (2015)
- VA – Bravo Hits Wiosna 2015 – Universal Music Polska (2015)
- VA – Bravo Hits Lato 2015 – Universal Music Polska (2015)
- VA – Najlepsze hity dla Ciebie – Polskie Vol 2 – Magic Records (2015)
- VA – RMF POLSKIE PRZEBOJE 2015 – Universal Music Polska (2015)
- VA – Fresh Hits PL – Universal Music Group (2015)
- POPEK EW - Garażówki - Król Albanii (2016)
- STASHKA – „Naturalnie” – Universal Music Polska (2016)
- POPEK - Sweet 17th - Step Records (2016)
- POPEK ZA ŻYCIA DVD - Step Records (2017)
- Various – The Best Of Poland - Magic Records (2017)

## Nagrody
- I miejsce na festiwalu TOPtrendy 2006 z wokalistką Lidią Kopanią
- I miejsce na Międzynarodowym Festiwalu Jazzowym Krokus Festiwal 2007 z zespołem Mainstreet Quartet
- I miejsce na Ogólnopolskim Festiwalu Big Bandów Bydgoszcz 2007 z Big Bandem Łódzkiej Akademii Muzycznej
- Nagroda Dziennikarzy na festiwalu TOPtrendy 2008 z zespołem Video
- Nagroda Radia Fama w kategorii Odkrycie Roku 2008 z zespołem Video
- I miejsce na festiwalu Bielska Zadymka Jazzowa 2009 z zespołem Mainstreet Quartet
- Srebrna Premiera z Anną Wyszkoni – Opole 2009 – Premiery
- Nagroda Prezydenta Miasta Łodzi z zespołem Mainstreet Quartet – Plus Grand Prix Jazz Melomani 2008 (2009)
- Finalista Roland V-Drum 2010
- Superjedynka z Anna Wyszkoni – Opole 2011
- I miejsce w konkursie „Przebojem na antenę” ze STASHKĄ – 2013
- Nagroda dziennikarzy na "Bałtyk Festiwal Media i Sztuka" ze STASHKĄ – 2013
- Nagroda Publiczności na Baltic Song Contest 2014 ze STASHKĄ – (Karlshamn-Sweden) – 2014
- Grand Prix na Baltic Song Contest 2014 ze STASHKĄ – (Karlshamn-Sweden) – 2014

## Single – Producent
- Stashka – Zegar / ID / 2012
- Stashka – Na skraj świata / ID / 2013
- Stashka – Chcę Kochać / Universal Music Polska / 2014
- Stashka – Chcę kochać / remix / Universal Music Polska / 2014
- Stashka – Ocean Myśli / Universal Music Polska / 2015
- Benedek/Tacikowska – Szybka Miłość / Sony Music / 2015
- Stashka – Nim Dalej Pójde / Universal Music / 2015
- Stashka – Sekret / Universal Music / 2016
- Justyna Steczkowska –  Carpe Diem / wydanie własne/ 2023[3]
- Igo, Kaśka Sochacka, Mrozu, Artur Rojek, Brodka, Ralph Kaminski, Bedoes, Sokół – Całkiem nowa bajka / Open Mind One/Sony Music / 2023[4]